# Aife Fossae
Aife Fossae zijn smalle depressies op de planeet Venus. De Aife Fossae werden in 1997 genoemd naar Aífe, heldin uit de Ulstercyclus in de Ierse mythologie.
De fossae hebben een diameter van 280 kilometer en bevinden zich in het quadrangle Atalanta Planitia (V-4).